# Schistosoma japonicum
Schistosoma japonicum é um verme achatado parasita, pertencente do filo Platyhelminthes, classe Trematoda. É um importante parasita e um dos principais agente causadores de esquistossomose. Este parasita tem um largo espectro de hospedeiros, infectado pelo menos 31 espécies de mamíferos selvagens, incluindo 9 carnívoros, 16 roedores, um primata, dois insectívoros e três artiodáctilos. Pode ser considerada uma zoonose.

## Morfologia
Os indivíduos são de cor amarela ou amarelo acastanhado. Os machos desta espécie têm dimensões maiores em comparação com outras espécies do género a que pertencem. Medem aproximadamente 0.5 mm a 1,2 cm. As fêmeas medem 0,4 mm a 2 cm.
Observados através de microscopia electrónica, não se observam protuberâncias ou espinhos na superfície dorsal do macho. Esta superfície tem uma aparência esponjosa. Muitos espinhos cobrem a superfície da ventosa oral do macho, estendendo-se até à abertura da faringe. A ventosa oral apresenta um rebordo com espinhos de tamanho variável. A ventosa ventral possui muitos espinhos, que são menores do que os da ventosa oral.
O alinhamento do canal ginecóforo é envolto por espinhos pequenos. O sistema integumentário da fêmea é estriado e possui menos espinhos do que na ventosa oral e ventral.

## Ciclo de vida
O ciclo de vida de S. japonicum e S. mansoni são muito semelhantes.
Em resumo, os ovos do parasita são libertados nas fezes e se entram em contacto com água, eles dão origem a larvas de vida livre. A larva tem que infectar o caracol da espécie Oncomelaria hupensis num período de um ou dois dias. Dentro do caracol, a larva passa por reprodução assexuada, através de vários estágios. Depois deste período de reprodução, o caracol terá que infectar um hospedeiro vertebrado com as características mais apropriadas. Assim que a larva cercária penetra a pele do hospedeiro, ela perde a sua cauda e começa a migrar pelo sistema circulatório até às veias mesentéricas, lugar onde se reproduze e efectua a postura dos ovos. Cada par deposita entre 1500 e 3500 ovos por dia nos vasos da parede intestinal. os ovos infiltram-se através dos tecidos e acabam novamente nas fezes.